# Carsten Svensgård
Carsten Svensgård (* 3. Januar 1975 in Holstebro) ist ein dänischer Curler. 
Sein internationales Debüt hatte Svensgård im Jahr 1993 bei der Curling-Juniorenweltmeisterschaft in Grindelwald, er blieb jedoch ohne Medaille. Vier Jahre später, bei der Curling-Europameisterschaft 1997 in Füssen, gewann er mit einer Silbermedaille sein erstes Edelmetall. 
Svensgård spielte für Dänemark bei den Olympischen Winterspielen 2002 in Salt Lake City als Lead. Die Mannschaft schloss das Turnier auf dem siebten Platz ab. 

## Erfolge
- 2. Platz Europameisterschaft 1997, 1999, 2000
- 3. Platz Europameisterschaft 2003